# Sở từ
Sở Từ (楚辞) là tuyển tập thi ca lãng mạn đầu tiên trong lịch sử văn học Trung Quốc, tương truyền là một thể thơ mới do quan đại phu nước Sở Khuất Nguyên sáng tác. Danh xưng Sở Từ đã tồn tại từ thời đầu nhà Tây Hán, được Lưu Hướng biên tập và được Vương Dật đời Đông Hán làm chương cú. Tuyển tập ban đầu của Khuất Nguyên, Tống Ngọc thời Chiến Quốc và Hoài Nam Tiểu Sơn, Đông Phương Sóc, Vương Bao, Lưu Hướng thời nhà Hán có tổng cộng 16 thiên từ phú. Về sau Vương Dật bổ sung thêm "Cửu tư" (九思) của mình tạo thành tổng cộng 17 thiên. Toàn bộ tác phẩm chủ yếu dựa trên những sáng tác của Khuất Nguyên, trong khi các thiên còn lại cũng chủ yếu kế thừa hình thức thơ phú của ông. Do vận dụng kiểu dáng văn học, âm ngữ và vật sản phong thổ nước Sở, lại mang đậm màu sắc, hương vị địa phương nên Sở từ có ảnh hưởng sâu sắc tới nền thi ca của hậu thế.
Sở Từ có một ý nghĩa đặc biệt đối với toàn bộ hệ thống văn hóa Trung Quốc, đặc biệt trên phương diện văn học, vì nó được xem là đã khai sáng nên thể loại thi ca lãng mạn Trung Quốc. Cũng bởi vì thế mà người đời sau xưng tụng thể loại thơ này là "Sở Từ thể" hay "Tao thể". Sở Từ cùng với ngành nghiên cứu về nó ngày nay được gọi là "Sở Từ học", xuất hiện từ thời nhà Hán và nở rộ dưới thời nhà Tống; đến thời hiện đại, nó đã trở thành một trường phái văn học cổ điển nổi bật của Trung Quốc. Ngay từ thời Thịnh Đường, Sở Từ đã được truyền bá tới những quốc gia và vùng đất thuộc vùng văn hóa chữ Hán, bao gồm Nhật Bản cũng như Việt Nam và Triều Tiên/Hàn Quốc ngày nay. Đến thế kỷ thứ 16, Sở Từ lần đầu tiên tiếp cận người châu Âu. Sang đến thế kỷ 19, tác phẩm này đã thu hút được sự chú ý rộng rãi tại các quốc gia Âu Mỹ khi mà số lượng lớn các bản dịch cũng như hàng loạt các công trình nghiên cứu bằng nhiều ngôn ngữ khác nhau đồng loạt xuất hiện. Trong giới Hán học quốc tế, Sở Từ luôn là một trong những điểm nóng của nghiên cứu.

## Bối cảnh

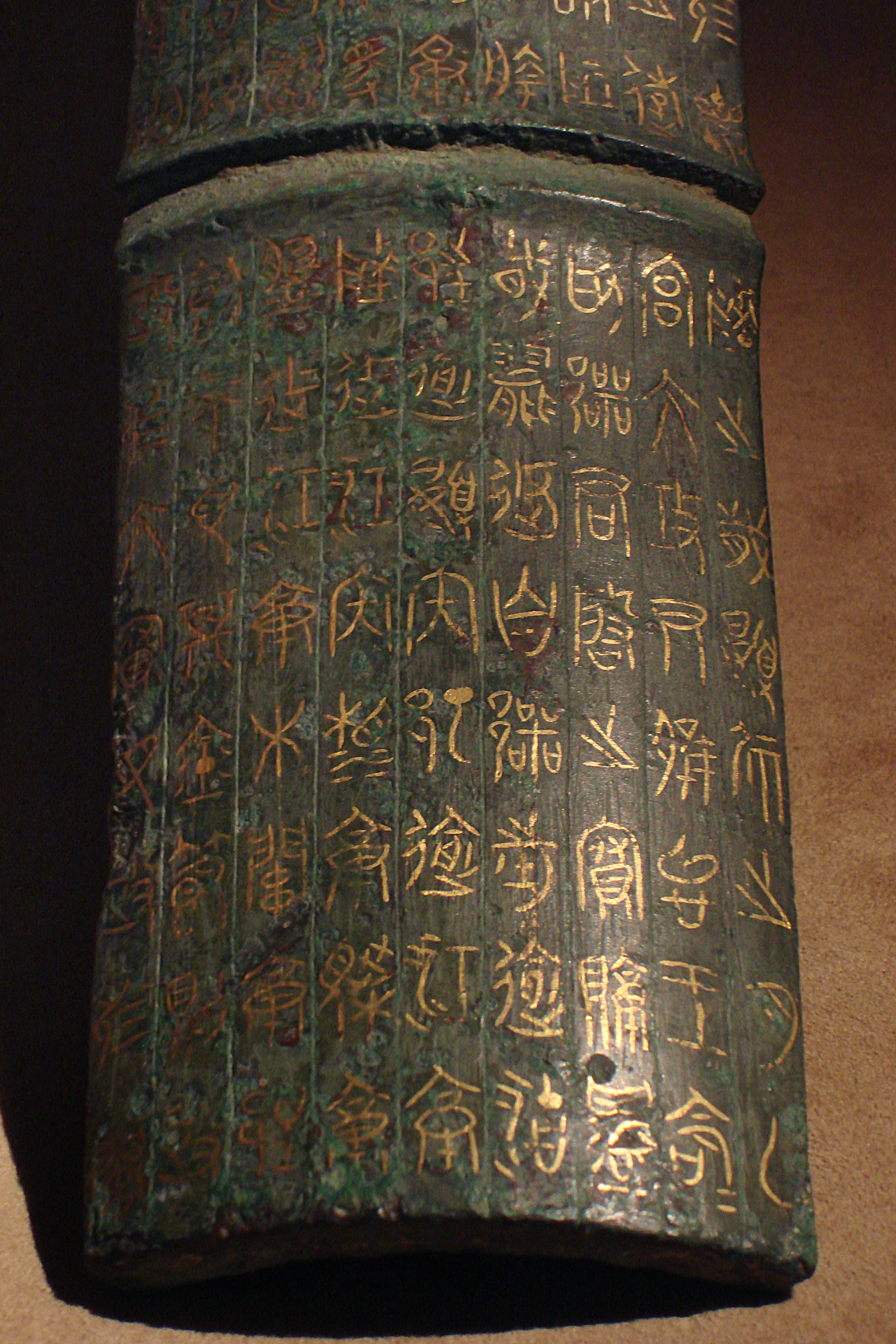
Chữ chạm bằng vàng trên một thẻ thông hành bằng đồng do Sở Hoài Vương cấp cho vua chư hầu nước Ngạc, năm 323 TCN.

Sở từ được đặt tên theo một thể thi ca có xuất xứ từ nước Sở, tuy nằm ở khu vực mà ngày là miền trung Trung Quốc, nhưng vào thời điểm đó, Sở thực ra là một nước nằm ở rìa phía nam của khu vực văn hóa Trung Quốc. Vùng đất Sở được biết đến là nơi giao thoa giữa văn hóa từ trung tâm Trung Quốc, tức "phương bắc", với những ảnh hưởng văn hóa khác gắn liền với "phương nam". Cũng chính vì điều đó mà ở miền bắc Trung Quốc, nước Sở (hay "phương nam") nổi tiếng vì sở hữu những nét đặc trưng "kỳ lạ", khác biệt với văn hóa Hoa Hạ, và những câu thơ trong Sở từ đã mô tả những đặc trưng nổi bật của sự "kỳ lạ" này một cách mạnh mẽ. Vào lúc bấy giờ, một hình thức của Shaman giáo ở Trung Quốc, gọi là Vu giáo, đang thịnh hành trên đất Sở, và một lượng lớn các câu thơ trong Sở từ có miêu tả về "những cuộc hành trình của linh hồn". Tuy nhiên, những ảnh hưởng của phương nam thực sự không đáng kể. Những đặc trưng của phương nam chỉ giới hạn ở những quan niệm của Vu giáo và các đồ tùy táng, ngoài ra những thứ như văn học, thi ca, trang phục và kiến trúc đều đến từ phương bắc. Các tham chiếu về sự "kỳ lạ" bao gồm những lần tiếp xúc với các cây cỏ ma thuật, có hương thơm khác nhau, các cuộc gặp gỡ với thần tiên, và những cuộc du hành tới những địa điểm kỳ lạ như thiên giới, nơi tận cùng của đất trời, xứ Đại Hạ hay tới núi Côn Lôn trong truyền thuyết.
Những tác phẩm thi ca của Khuất Nguyên và Tống Ngọc trong Sở từ, cũng như những tác phẩm của các thi nhân đất Sở khác (hay những nhà thơ viết theo Sở Từ thể), thể hiện sự phát triển của một truyền thống lâu đời mà cuối cùng đã trở nên được ưa chuộng và nhận được sự ái mộ của hoàng gia thời Tây Hán. Hán thư ghi nhận 106 nhà thơ người nước Sở với tổng cộng 1.318 tác phẩm. Nhiều thi giả nổi bật thời Hán cũng sử dụng Sở Từ thể để sáng tác phần lớn những tác phẩm thi ca đáng chú ý của họ. Như vậy, thuật ngữ Sở từ có thể hiểu là dùng để chỉ chung về loại câu thơ theo phong cách trang trọng của loại câu thơ này. Bên cạnh các tác phẩm trong Sở từ còn có nhiều bài thơ khác được viết theo thể tương tự, và nhiều trong số chúng vẫn còn tồn tại tới ngày nay. Tuy nhiên chúng thường không được đưa vào tuyển tập Sở từ tiêu chuẩn. Vào thời nhà Đông Hán, Vương Dật đã viết một bình giải chuyên sâu về Sở từ, cũng như bổ sung thêm "Cửu tư" của chính mình làm phần thứ 17 và cuối cùng của hợp tuyển.

## Tóm tắt nội dung
Sở Từ được xem là tuyển tập thi ca lãng mạn lâu đời nhất và là nguồn cội của nền văn học lãng mạn Trung Hoa. Danh xưng Sở Từ xuất hiện lần đầu tiên trong Sử ký Tư Mã Thiên, "Khốc lại liệt truyện", qua đó chứng minh rằng tên gọi này đã có từ đầu thời nhà Hán. Nghĩa gốc của tên gọi này vốn chỉ ca từ nước Sở, về sau mới trở thành một thuật ngữ đặc biệt, dùng để chỉ một thể thơ mới do Khuất Nguyên thời Chiến Quốc sáng tác.
Vào những năm cuối đời Tây Hán, Lưu Hướng đã tổng hợp các tác phẩm của Khuất Nguyên, Tống Ngọc và các tác gia đời Hán như Hoài Nam Tiểu Sơn, Đông Phương Sóc, Vương Bao cũng như của bản thân biên tập thành một hợp tuyển, tổng cộng 16 thiên, đặt tên là Sở Từ. Dưới thời Đông Hán, Vương Dật đã bổ sung thêm tác phẩm của chính mình là "Cửu tư" thành tổng cộng 17 thiên, theo thứ tự là: "Ly tao"(离骚), "Cửu ca"(九歌), "Thiên vấn"(天问), "Cửu chương" (九章), "Viễn du"(远游), "Bặc cư"(卜居), "Ngư phụ"(渔父), "Cửu biện"(九辩), "Chiêu hồn" (招魂), "Đại chiêu"(大招), "Tích thệ"(惜誓), "Chiêu ẩn sĩ"(招隐士), "Thất gián"(七谏), "Ai thì mệnh" (哀时命), "Cửu hoài" (九怀), "Cửu thán" (九叹) và "Cửu tư" (九思). Cấu trúc 17 thiên này đã trở thành phiên bản truyền thống của Sở Từ của các thế hệ sau này.

### Đặc trưng thi pháp

#### Phong cách thơ
Một số bài thơ trong Sở từ sử dụng thể thơ bốn chữ điển hình của Kinh thi, với bốn âm tiết được nhấn mạnh như nhau:
tum tum tum tum
Điều này đôi khi được thay đổi bằng việc sử dụng đại từ hoặc các chữ phát sinh ở vị trí thứ tư (tức vị trị cuối câu) trong các câu chẵn, qua đó làm yếu đi trọng âm của âm tiết trong những câu này.
tum tum tum ti
Trong khi "tum" tượng trưng cho một âm tiết có trọng âm thì "ti" tượng trương cho âm tiết không nhấn trọng âm theo lựa chọn. "Thiên vấn", "Chiêu hồn" và "Đại chiêu" đều chứa đặc điểm vận luật của Kinh thi. Nói chung, phong cách Kinh thi (cả trong Kinh thi lẫn Sở từ) nhóm những câu này lại thành thơ tứ tuyệt có vần điệu. Do vậy, cấu trúc tiêu chuẩn của Tống thi là thơ tứ tuyệt mang âm sắc đậm và mạnh:
tum tum tum tum
tum tum tum tum
tum tum tum tum
tum tum tum tum
Các câu trong thể thơ thất ngôn sử dụng bảy âm tiết được nhấn mạnh trọng âm, theo sau là âm tiết cuối cùng không được nhấn trọng âm (hoặc có trọng âm yếu) ở các câu chẵn:
tum tum tum tum
tum tum tum ti
tum tum tum tum
tum tum tum ti
"Thiên vấn" mang trong mình những đặc điểm của Kinh thi: câu bốn chữ, xu hướng chủ yếu thiên về thơ bốn câu có vần điệu và thỉnh thoảng đan xen nhau bằng cách sử dụng các âm tiết có trọng âm yếu (không nhấn mạnh) ở cuối các câu chẵn. Thể thơ của "Thiên vấn" và "Chiêu hồn" khác với kiểu mẫu này bằng cách sử dụng thống nhất một từ được lặp đi, lặp lại và với âm tiết được nhấn và không nhấn xen kẽ lẫn nhau ở cuối dòng đã trở thành hình thức câu cú tiêu chuẩn. Những từ điệp ngữ đơn âm ở cuối câu trong các bài thơ Trung Quốc cổ điển thường khác nhau, tỷ dụ như "Chiêu hồn" sử dụng tá 些, "Đại chiêu" sử dụng chỉ 只 trong khi "Cửu ca" sử dụng hề 兮. Những điệp từ không được nhấn mạnh này có lẽ mang vai trò giống nhau về mặt thi học. Hai dòng kết hợp này:
[dòng thứ nhất:] tum tum tum tum; [dòng thứ hai:] tum tum tum ti
thanh xuân thụ tạ; bạch nhật chiêu chỉ
có có khuynh hướng tạo ra hiệu ứng một câu bảy chữ với điểm ngắt giọng phân chia câu đó thành hai phần, với bốn âm tiết đầu tiên ở phần thứ nhất và ba âm tiết ở phần thứ hai được nhấn mạnh, bổ sung một âm tiết vô nghĩa không nhấn mạnh trọng âm ở cuối câu.